# 森野一角
森野 一角（もりの いずみ）は、日本の小説家（ジュブナイルポルノ作家及びライトノベル作家）兼ゲームシナリオライター。
別名義で川嶋一洋（かわしま かずひろ）という名前も使っている。

## 経歴
1997年、アダルトゲーム『DESIRE 背徳の螺旋』のノベライズでコアマガジンより小説家デビュー。

## 作品リスト

### オリジナル小説
- REVENGE!! 〜サン・ベルネット学園綺譚〜
出版社：日本プランテック
イラスト：水奈つかさ、2000年3月、ISBN 4-9314-9511-7

- 蒼月奇譚 〜姫巫女は静かに笑う〜
出版社：キルタイムコミュニケーション（二次元ドリームノベルズ）
イラスト：Don.繁、2000年9月、ISBN  4-8963-7022-8

- ウエイトレス物語 〜ようこそエブリモーニング
出版社：フランス書院（ナポレオンXXノベルズ）
イラスト：芹沢克己、2002年1月、ISBN 4-8296-3733-1

- 霊感美少女☆依子　ミステリアス研、奮闘中!
出版社：二見書房（マドンナメイト）
イラスト：きぃら〜☆、2004年12月、ISBN 4-5760-4244-0

- 晴れときどき天使 〜ぼくのお姉さま〜
出版社：フランス書院（美少女文庫）
イラスト：ひよひよ、2005年2月、ISBN 4-8296-5743-X

- お仕えします！　ドキドキ☆忍法帖
出版社：フランス書院（美少女文庫）
イラスト：千葉千夏、2005年9月、ISBN 4-8296-5760-X

- 妹パンチ！　アニキなんて大キライ
出版社：フランス書院（美少女文庫）
イラスト：千葉千夏、2006年5月、ISBN 4-8296-5783-9

- 巫女♥シス　お祓いしちゃうぞ！
出版社：フランス書院（美少女文庫）
イラスト：AM-DVL、2006年10月、ISBN 4-8296-5794-4

- ごくあね♥　お姉ちゃんは四代目
出版社：フランス書院（美少女文庫）
イラスト：神無月ねむ、2007年2月、ISBN 978-4-8296-5804-8

- 妹は絶対君主なお嬢様！？
出版社：フランス書院（美少女文庫）
イラスト：白猫参謀、2007年8月、ISBN 978-4-8296-5822-2

- あね忍♥　お姉ちゃんはくノ一なんだぞ！ 
出版社：フランス書院（美少女文庫）
イラスト：音音、2008年2月、ISBN 978-4-8296-5838-3

- 武士妹！
出版社：フランス書院（美少女文庫）
イラスト：龍牙翔、2008年6月、ISBN 978-4-8296-5849-9

- お嬢様×戦車
出版社：フランス書院（美少女文庫）
イラスト：うるし原智志、さとみ、2009年4月、ISBN 978-4-8296-5872-7

- ゴースト・ライト
出版社：一迅社（一迅社文庫）
イラスト：得能正太郎、2009年5月、ISBN 978-4-7580-4056-3

- Epidendrum
出版社：コアマガジン
イラスト：西E田、2012年12月、ISBN 978-4-86436-376-1
画集。コミックメガストア誌掲載小説を収録

### ノベライズ
- デザイア〜背徳の螺旋〜
出版社：コアマガジン（メガヴィーナス・ノベルズ）
イラスト：やさまたしやみ、華瑠羅翔、1997年4月、ISBN 4-8773-4113-7

- DIVI･DEAD ディヴァイデッド
出版社：パラダイム（PARADIGM NOVELS）
イラスト：うちだまさたか、1998年8月、ISBN  4-7952-3519-8

- Eye's 〜あなたの瞳にうつるもの〜
出版社：ケイエスエス（ケイエスエスノベルズ）
イラスト：1999年2月、ISBN 4-8770-9324-9

- CRAVE×10
出版社：コアマガジン（ジータイプ・ノベルズ）
イラスト：あきら、2003年2月、ISBN 4-8773-4611-2

- Kyrie
出版社：コアマガジン（ジータイプ・ノベルズ）
イラスト：あきら、2004年7月、ISBN 4-8773-4730-5

- 下級生2　七瀬SECRET TRACK
出版社：コアマガジン（ジータイプ・ノベルズ）
イラスト：あきら、2006年5月、ISBN 4-8773-4998-7

### アンソロジー
- ToHeart2 短編集 1
出版社：ハーヴェスト出版（なごみ文庫）
2010年12月、ISBN 978-4-434-14850-7

- ToHeart2 短編集 1
出版社：ハーヴェスト出版（なごみ文庫）
2011年6月、ISBN 978-4-434-15416-4

### ゲーム
- 遺跡探掘アドベンチャー『とびっきりRUIN』
発売元：エスクード
担当：シナリオ

- 乳感ナースっ！
発売元：SQWEEZ
担当：シナリオ

- アクロウムエチュード Canvas4
発売元：F&C
担当：シナリオ

- 淫触肉宴～粘液触手に濡れる乱れる爆乳美女の白い肌～
発売元：じぃすぽっと
担当：シナリオ

- AngelEgg
発売元：YOU&I
協力

- ANGEL BLADE
発売元：デジアニメ・コーポレイション
協力

- PEEPINGWEB
発売元：Sweetpain
協力

### PBM
- 朧月都市
運営：GODDESSレーベル
担当：マスター

- 水晶都市
運営：GODDESSレーベル
担当：マスター